# Psyra similaria
Psyra similaria är en fjärilsart som beskrevs av Moore 1888. Psyra similaria ingår i släktet Psyra och familjen mätare. Inga underarter finns listade.